# Разсъждение за науките и изкуствата
Разсъждение за науките и изкуствата (фр. Discours sur les sciences et les arts) е кратък социално-политически и философски текст ог Жан-Жак Русо. С него той печели обявения през 1749 от Дижонската академия конкурс, формулиран с въпроса, „дали възраждането на науките и изкуствата е допринесло за изявяване на нравите“. Написаното от Русо изиграва значима роля в края на Просвещението и бележи обрат към Романтизма.

## История
Русо, който бил публикувал свои съчинения върху музиката, научава за обявяването на конкурса през октомври 1749. По собственото му признание самият въпрос, поставящ под съмнение ценността на прогреса, обръща представите му за света. Половин година по-късно той изпраща своето съчинение и през юли 1750 научава, че му е присъдена наградата. В края на годината Разсъждението излиза от името на „Женевски Гражданин“.